# Mulherzinhas
Mulherzinhas (Little Women no original) é um livro de inspiração autobiográfica de Louisa May Alcott publicado em 1868. Conta a história de quatro irmãs crescendo entre 1861 e 1865, durante a Guerra Civil Americana. Teve uma sequência chamada "Good Wives" em 1869. Duas outras sequências se seguiram: Little Man e Jo´s Boys, publicadas em 1871 e 1886, respectivamente. 
Louisa May Alcott tinha  dons preciosos. Com base em suas lembranças, ela criou uma narrativa coerente e convincente, retratando pessoas que conhecia, de diversos temperamentos, como se de fato fossem criações próprias. Tudo o que ela conta seus livros é verdadeiro, não romantizado. Sua obra revolucionou a literatura para moças adolescentes e seus livros se acham entre os mais admirados nessa categoria.
Foi adaptado dezenas de vezes, desde filmes silenciosos, a uma ópera e um musical da Broadway. Uns dos exemplos são o filme de 1994 e o novo filme de 2019 onde a história é contada no mundo contemporâneo.

## Enredo
As quatro irmãs March são muito diferentes entre si. A já adulta Meg; Jo, a impulsiva; Beth, tímida e introvertida; e Amy, a orgulhosa. Mas com o pai longe de casa, na guerra, e a mãe trabalhando para sustentar a família, elas precisam de cooperar e de  apoiar umas às outras. Encenando peças, fundando sociedades secretas, preparando os festejos de Natal, dão os primeiros passos na sociedade adulta e aprendendo o valor da amizade verdadeira.  

## Personagens
A família March é composta por:
- Meg - filha mais obediente
- Beth - filha pacificadora
- Jo - filha com personalidade forte, escreve no sótão da casa. É inspirada na própria autora Louisa May Alcott.
- Amy - filha vaidosa
- Marmee - mãe, resignada.
- Tia-avó March

Outras personagens:
- Laurie - vizinho das irmãs e amigo de infância.
- Professor Bhaer

## Crítica
Nos dias de hoje esta obra é criticada por apresentar conceitos morais datados da época, nomeadamente:
- Os pecados são sempre expiados e o sacrifício é sempre recompensado;
- O casamento e a maternidade são o pináculo da vida de uma mulher.